# Biblioteca-Arxiu Petro Nuez
La Biblioteca-Arxiu Petro Nuez és una biblioteca inscrita al registre de biblioteques especialitzades de la Generalitat de Catalunya. És la biblioteca i arxiu de l'Associació Catalana d'Esperanto i recull més de 100 anys d'història esperantista.
Està situada a Sabadell (c/ Papa Pius XI, 130) i porta el nom de Pere Nuez Pérez, georgista i mestre de la llengua auxiliar internacional esperanto. Al morir, la seva vídua Maria Garcés i Coll va llegar el seu arxiu personal a l'Associació Catalana d'Esperanto. La Biblioteca-Arxiu Petro Nuez compta amb un fons de més de 3.000 llibres, així com diverses col·leccions de revistes i publicacions periòdiques d'arreu del món, a més de material pedagògic, cartells de congressos i diverses curiositats (pins, postals, etc.). També custodia els arxius de l'Associació Catalana d'Esperanto i del Centre d'Esperanto de Sabadell, el més actiu dels centres esperantistes catalans després de la Guerra Civil.
Els fons s'han enriquit amb les donacions i llegats d'onze destacats esperantistes catalans, com l'escriptor catalanista Frederic Pujulà i Vallés, el pedagog i lingüista Delfí Dalmau, l'escriptor i poeta Jaume Grau Casas, el sindicalista socialista Ramón Fernández Jurado, el pare Manuel Casanoves o l'humanista Lluís Armadans i Marfà.
El desembre de 2014 es va posar en marxa una campanya de micromecenatge a la plataforma verkami per aconseguir els fons necessaris per a una restructuració de la biblioteca-arxiu. La seva inauguració va tenir lloc el 4 de juliol de 2015.